# 니콜라오스 카라벨라스
니콜라오스 "니코스" 카라벨라스(그리스어: Νίκος Καράμπελας, 1984년 12월 20일 ~ )는 그리스의 전 축구 선수이다. 현역 시절 포지션은 레프트백이었다.